# CAIO - Induscar
CAIO - Induscar es una empresa Brasileña que fabrica carrocerías de ómnibus, microbuses adaptados para carga y usos especiales.

## Historia
Fundada el 19 de diciembre de 1945 por un grupo de empresarios inmigrantes italianos, a finales de los años 90 tuvo dificultades financieras. Induscar comercializa sus unidades en Brasil, y exporta a países de África (Sudáfrica, Angola, Mozambique, Nigeria), América del Norte, Central y del Sur (Argentina, Bolivia, Chile, Costa Rica, Ecuador, El Salvador, Estados Unidos, Guatemala, Honduras, México, Nicaragua, Paraguay, Perú, República Dominicana, Uruguay, Venezuela), Asia (Indonesia, Jordania, Kuwait, Líbano) y el Caribe (Barbados, Curazao y Trinidad y Tobago) entre otros. Es capaz de producir de 40 carrocerías diarias.
La marca CAIO (Compañía Americana Industrial de Ómnibus) fue fundada en São Paulo en 1946, en el barrio de Penha, por José Massa, bisabuelo del piloto brasileño Felipe Massa de Fórmula 1. Ha producido miles de carrocerías que se han vendido en todo Brasil. En 2001, el Grupo Ruas asumió el control de CAIO, por medio de Induscar.
En junio de 2017, accionistas de CAIO compraron los derechos y patentes de modelos de la extinta Busscar Ómnibus, formando Nova Busscar, una nueva carrocera que comenzará sus operaciones en la Ex-Planta de producción de Busscar en Joinville a partir de la segunda mitad de 2018, produciendo autobuses de Línea Carretera. Sin embargo, más allá de compartir accionistas, la relación de Nova Busscar y CAIO es aún desconocida.

## Línea de Productos

### Modelos actuales

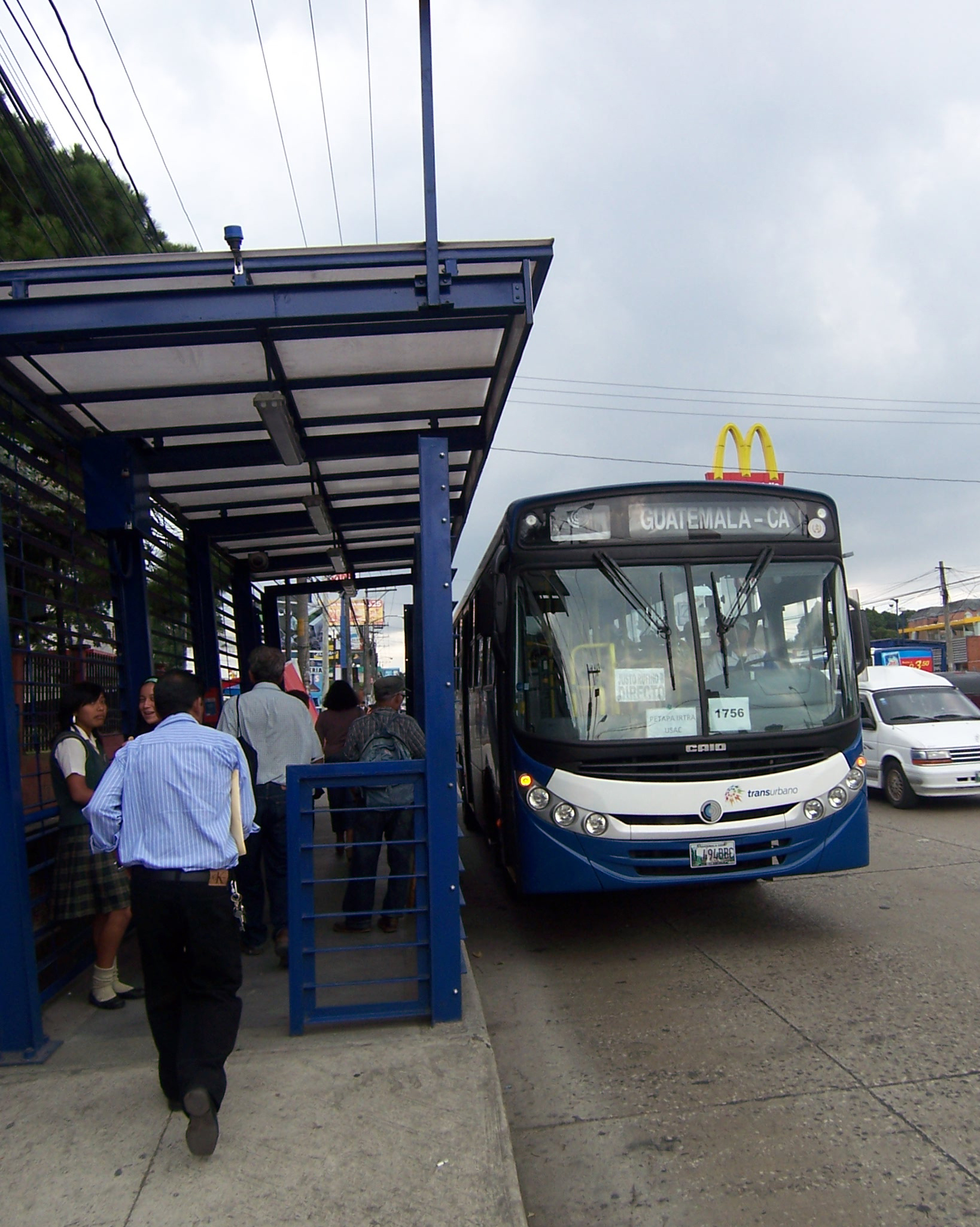
Caio Apache VIP II, Transurbano Guatemala.

Urbanos
- Millennium IV
- Millennium BRT/BRS
- Apache Vip IV
- Mondego II
- Apache Vip V

Interurbanos
- Solar 3200/3400
- Solar S3645

Minibuses
- F2200
- SoulClass

Midibuses
- Foz Super

(F2500)
Micros
- F2400

Escolar
- Foz 2400 Escolar
- Foz Super Escolar y Off Road
- Atilis Off Road

Articulados
- Apache Vip IV Articulado
- Mondego II Articulado
- Millennium IV Articulado
- Millennium BRT Articulado

Biarticulados
- Millennium BRT Bi-articulado

Carga
- Atilis Furgón

### Modelos antiguos

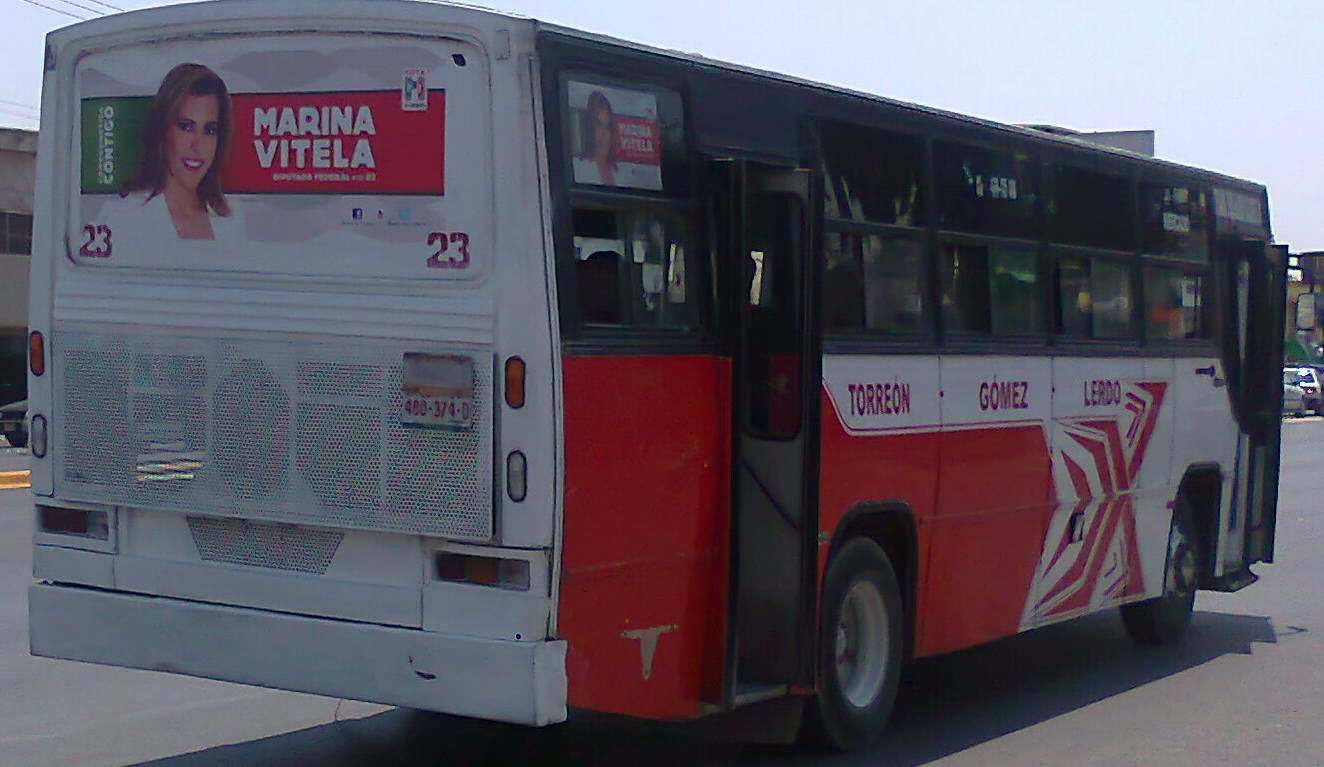
Autobús Caio Vitoria.

Micros
- Verona
- Carolina
- Carolina II
- Carolina III
- Carolina IV
- Carolina V
- Piccolo 712 , 914 , 915
- Foz 812 , 914 , 915
- Foz F2400
- Taguá (exclusivo para Paraguay)

Minis
- Bambino
- Picolino
- Mini Foz
- Atilis

Urbanos
- Tupi
- Jaraguá
- Jaraguá Andino
- Bela Vista
- Bela Vista II
- Bela Vista Andino
- Gabriela
- Gabriela II
- Gabriela Andino
- Gabriela Expresso
- Amelia
- Amelia II
- Vitoria
- Vitoria II
- Alpha
- Alpha II
- Papa fila
- Apache S21
- Millennium I
- Apache VIP

Intercity 
- Apache
- Alpha Intercity
- Aritana
- Bandeirante
- Bossa Nova
- Corcovado
- Gaivota
- Jubileu
- Martha Rocha
- Ligas Papa
- Itaipu
- Squalo
- Vitória Intercity
- Vitória Monterrey

Escolar
- Mobile
- Taguá

Midi
- Beta
- Foz Super

## Galería

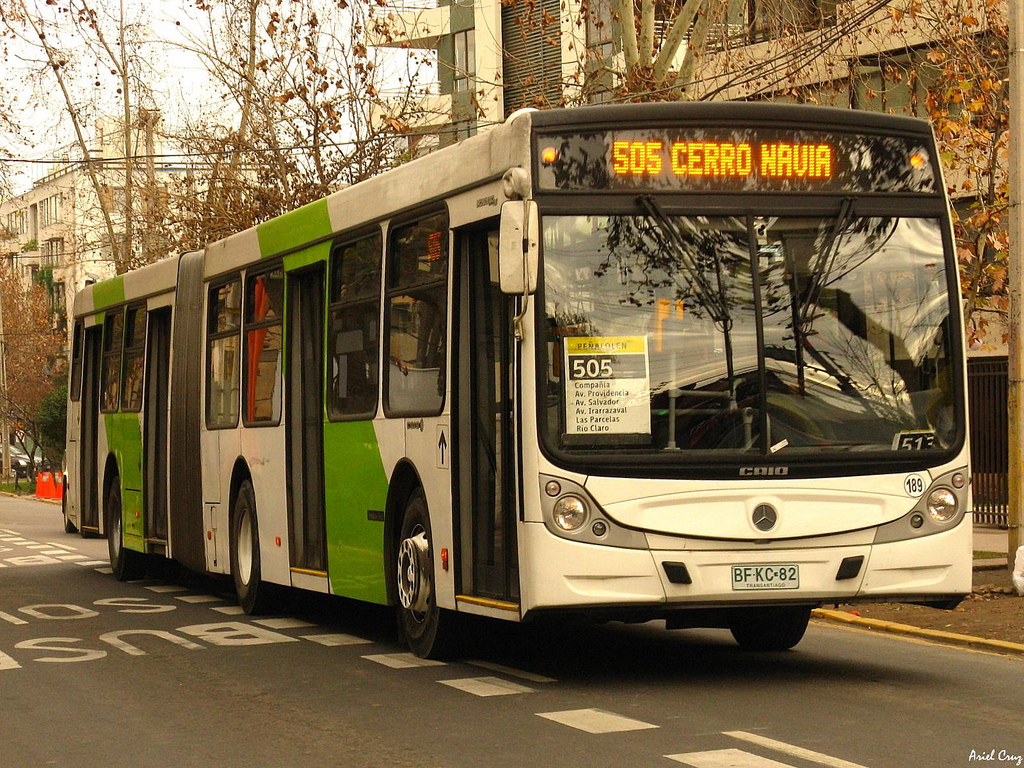
Caio Mondego HA 2008
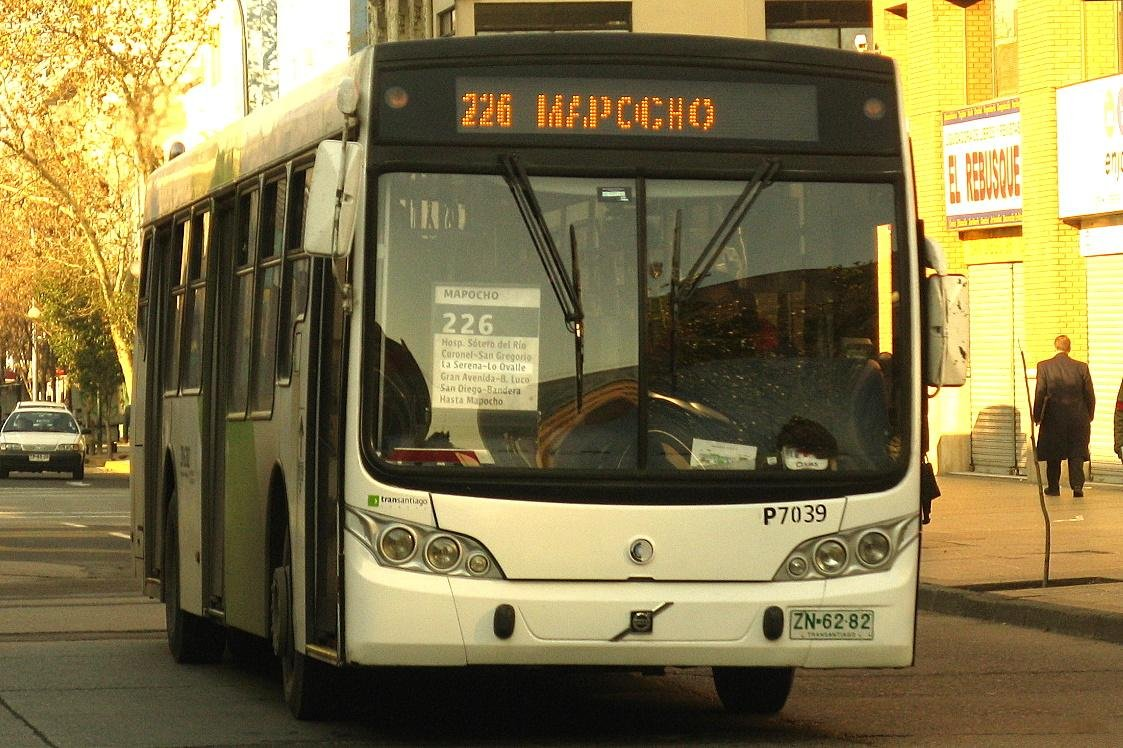
Caio Mondego L 2005
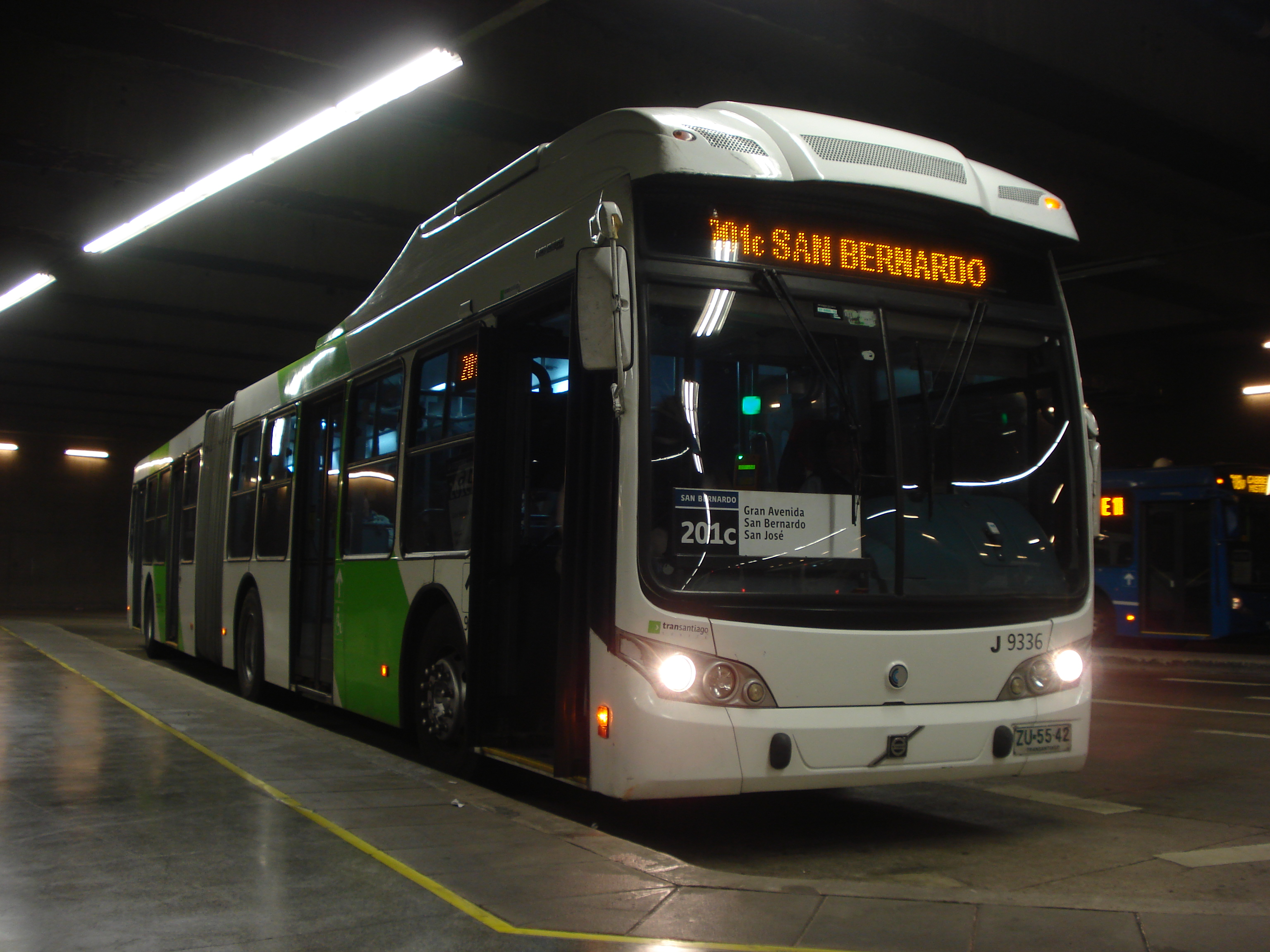
Caio Mondego LA 2005
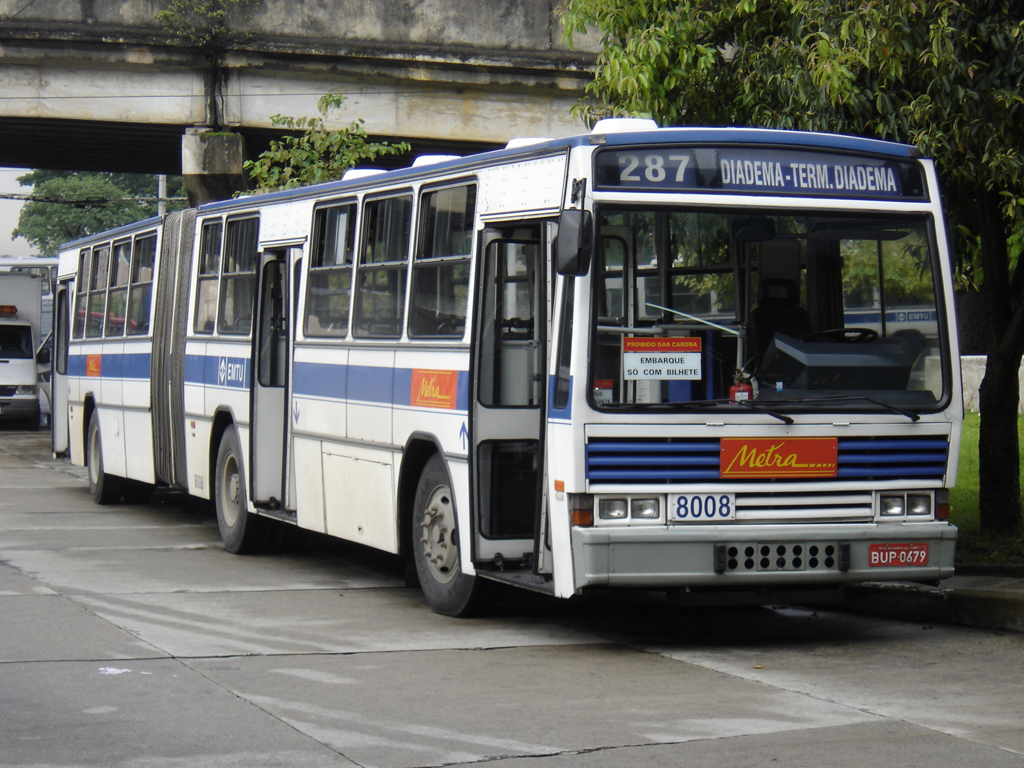
Caio Vitória 1990
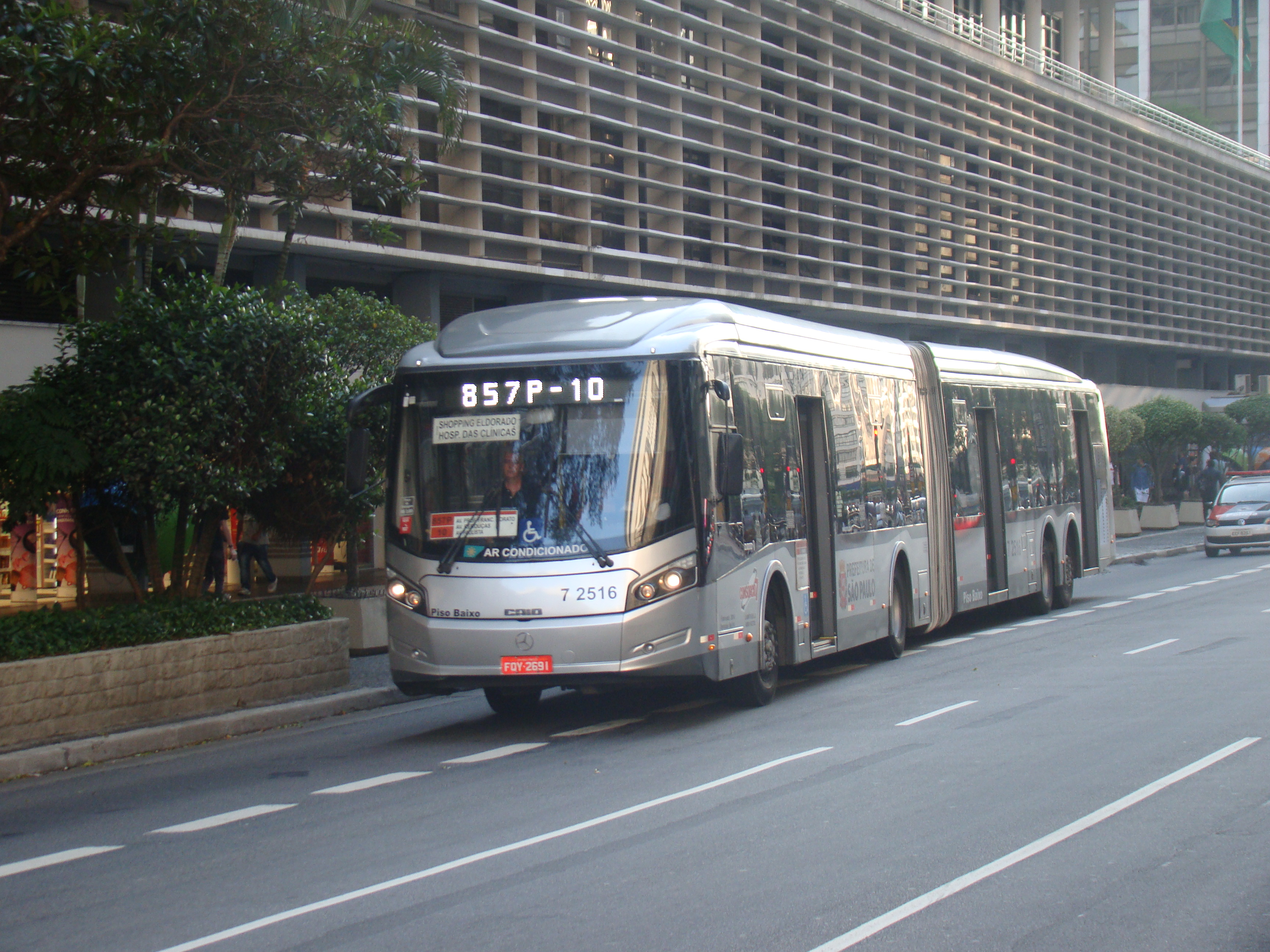
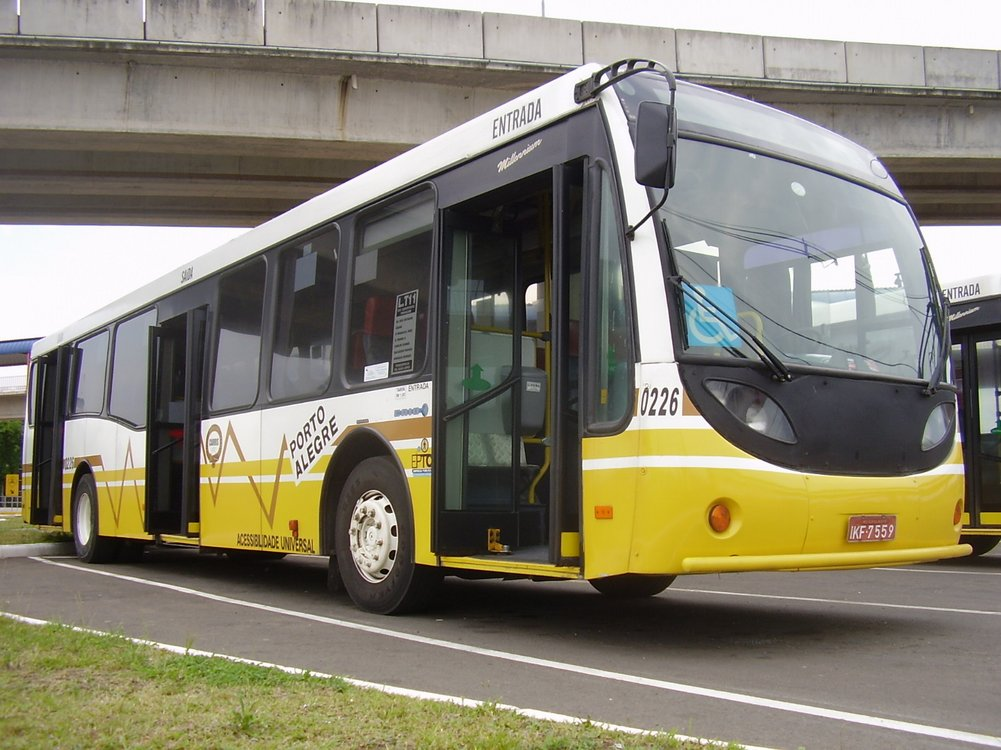